# Dominique Fernandez
Dominique Fernandez (født 25. august 1929 i Neuilly-sur-Seine) er en fransk forfatter, der i 1982 fik Goncourtprisen for romanen Dans la main de l'Ange.